# シェリング・プラウ
シェリング・プラウ（Schering-Plough Corporation）は、かつて存在したアメリカ合衆国の大手製薬会社である。
本社をニュージャージー州・ケニルワースに置き、医薬品事業のほか「ドクター・ショール」ブランドでのフットケア事業、および「コパトーン」ブランドでのスキンケア事業も行っていた。
2009年、同じくニュージャージー州を拠点とする製薬会社であるメルク（Merck & Co.）に吸収合併されて消滅した。

## 概要

### 前史
プラウ社
エイブ・プラウ（Abe Plough）により1908年、テネシー州・メンフィスに設立され、急成長を遂げてメイベリン（現在はロレアル傘下）やコパトーンも傘下に収めた。
シェリング社
1851年、ドイツに設立された「シエーリング （Schering AG）」が始まりである。
- アメリカ合衆国のシエーリング
  - 1941年、第二次大戦によりシエーリングの米国内資産は凍結され、米国シエーリングは米国政府の管理下に置かれた。1952年に管理が解除され民間に売却されて独立のシェリングが発足した。
- ドイツ本国のシェーリング
  - ドイツのシエーリングは2006年、バイエル（Bayer AG） に統合され、バイエル・シェーリング・ファーマ（Bayer Schering Pharma ）となった。

### 歴史
シェリング・プラウは1971年、シェリング社（アメリカ合衆国）とプラウ社の合併によって設立された。初代会長はプラウ社の創設者、エイブ・プラウであった。
2007年、婦人科向け医薬品に強みを持つ製薬会社・オルガノン（Organon）社を、オランダのアクゾ・ノーベル社から144億ドルで買収して統合した。
しかしながら2009年11月、同じくニュージャージー州に本社を置くアメリカ合衆国の製薬会社・メルク社（Merck & Co.）に買収されて消滅した。

## 日本での事業
日本法人としてシェリング・プラウ株式会社があり、本社を大阪市に置いていた。
2008年（平成20年）7月には、シェリング・プラウ本体によるオランダの製薬会社・オルガノンの吸収合併に伴い、同社の日本法人であった日本オルガノンの事業を統合した。
しかしながら、シェリング・プラウ本体がメルク（Merck & Co.）に買収された翌年である2010年（平成22年）10月1日、メルクの日本法人であった万有製薬に統合されて消滅した。統合後の新会社は、MSD (Merck Sharp and Dohme) 株式会社として東京・九段北に本社を置いて営業している。

### 扱っていた主な製品
- クラリチン（抗ヒスタミン剤、アトピー性皮膚炎・アレルギー性鼻炎治療薬）
- イントロン・ペグイントロン（インターフェロンα・C型肝炎治療薬）
- レベトール（抗ウイルス薬・C型肝炎患者向け、上記のインターフェロン製剤と併用で使われる）
- ナゾネックス（点鼻ステロイド薬、アレルギー性鼻炎治療薬）
- アズマネックス（吸入ステロイド薬、気管支喘息治療薬）
- ゼチーア（コレステロール吸収阻害剤、高コレステロール血症治療薬）